# بردلی اور
بردلی اور (انگلیسی: Bradley Orr؛ زادهٔ ۱ نوامبر ۱۹۸۲) یک بازیکن فوتبال اهل بریتانیا است.